# Georgios Klontzas
Georgios Klontzas (griego: Γεώργιος Κλώντζας, 1535-1608) también conocido como George Klontzas y Zorzi Cloza dito Cristianopullo. Fue un erudito, pintor e iluminador de manuscritos. Es uno de los artistas más influyentes del periodo postbizantino. Definió el Renacimiento cretense. Trabajó para mecenas católicos y ortodoxos. Su producción artística incluye: iconos, miniaturas, trípticos y manuscritos iluminados. Es conocido por ocupar sus iconos con innumerables figuras. La técnica es extremadamente compleja y exclusiva de Klontzas. Andreas Pavias intentó esta técnica en la Crucifixión de Jesús. El cuadro de Klontzas Toda la creación se alegra en ti es su obra más popular. Klontzas influyó en Theodore Poulakis, que creó un cuadro muy similar llamado En ti se regocija. La obra de Klontzas está fuertemente influenciada por la escuela veneciana. Sus trípticos se asemejan mucho a las obras de Gentile da Fabriano, concretamente al Retablo de la Intercesión. El Juicio Final de Klontzas se parece al Juicio Final de Miguel Ángel en la Capilla Sixtina. Las similitudes son muy estrechas. No hay indicios de que Klontzas viera la obra, pero es una posibilidad. Según el Instituto de Investigación Neohelénica, hoy en día existen cincuenta y cuatro piezas de su arte.

## Historia

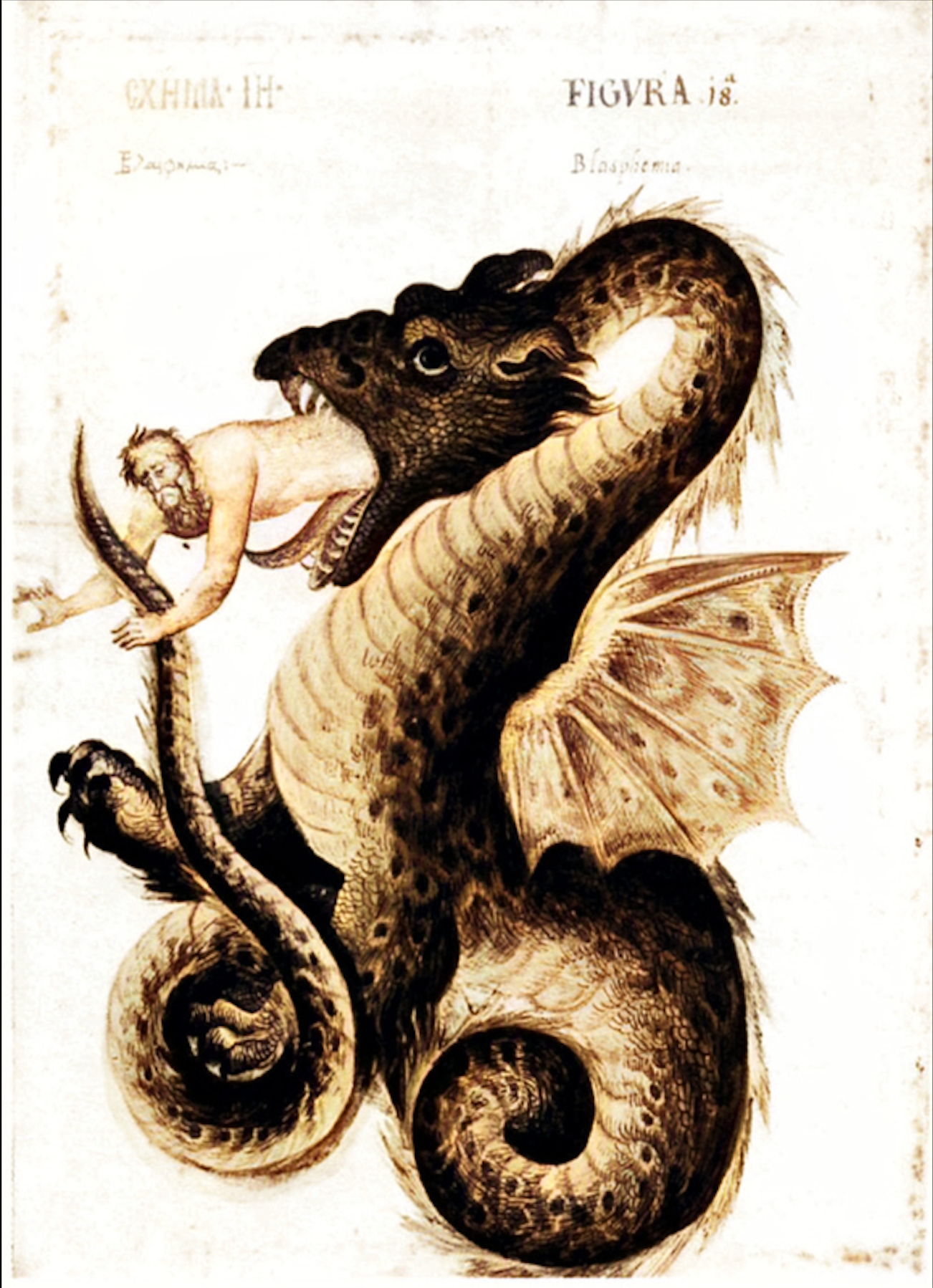
Página del códice

Klontzas nació en Heraklion. Era hijo de Andreas Klontzas. Su padre estaba relacionado con los círculos cultos de la sociedad cretense. Sus padres eran ricos y él heredó varias casas. También recibió la iglesia ortodoxa griega de San Marcos en la ciudad de Candia (Heraclión). En 1566, se casó con Ergina Pantaleos. Ella era hija de un sacerdote llamado Emmanuel Pantaleos. Ergina y Georgios tuvieron tres hijos. Loukas, Maneas y Nicolaus. Todos eran pintores. Más tarde se volvió a casar. Su segunda esposa fue Lia Vitzimanopoula. Con ella tuvo un cuarto hijo.
En 1564, Klontzas era un pintor independiente que trabajaba en toda Candia. Dos años más tarde, fue contratado para evaluar un icono de Domenikos Theotokopoulos. Los registros indican que en 1586 se encargaron dos pinturas (ahora destruidas). Una de ellas representaba la curación de un paralítico. El otro cuadro era para la iglesia católica de la institución asistencial de San Antonio en Candia. En 1587, el pintor recibió el encargo del obispo de Karpathos. Se llamaba Ioasaph Avouris. Por esa época compró su taller. Estaba situado en la plaza de San Marcos, en el centro de Candia. Klontzas se hizo muy popular y entre sus mecenas se encontraban instituciones ortodoxas y católicas, burgueses griegos y nobles venecianos.

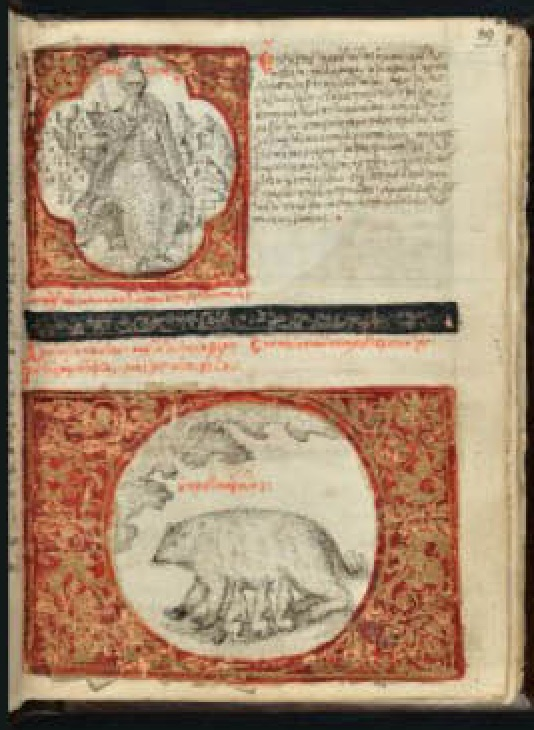
El Códice de Georgios Klontzas

El noble veneciano Francesco Barozzi, nacido en Heraclión, encargó a Klontzas la creación de dos manuscritos iluminados para Giacomo Foscarini. Foscarini era el administrador y recaudador de impuestos de Creta. Los manuscritos contenían profecías del emperador bizantino León VI el Sabio. Un tercer manuscrito, más complejo, se completó durante la década de 1590. También se le conoce como un códice encuadernado en cuero. El volumen contenía 217 folios de papel. Hay más de 400 dibujos en miniatura. La firma de Klontzas se encuentra al final del libro. El marco textual está probado por el Apocalipsis del siglo VII de Pseudo-Metodio. Comienza con la Expulsión del Jardín y termina con el Juicio Final. El Códice presenta textos bíblicos y proféticos engarzados con la historia bizantina y otomana. Las imágenes se asemejan estilísticamente a las pinturas de iconos venecianas y flamencas. Otro artista menos conocido de Creta fue Markos Bathas. También realizó un manuscrito de estilo similar.
El pintor estuvo probablemente relacionado con el poeta Antonios Achelis. Éste fue el autor del Sitio de Malta (1570). Los motivos visuales de Klontzas y los escritos de Achelis comparten una conexión. Klontzas creó un libro de profecías que regaló a su hijo Loukas en 1597. Klontzas murió en 1608.

## Toda la creación se regocija en ti
El himno del icono de Klontzas Toda la creación se regocija en ti se inspiró en un himno que fue compuesto por el monje sirio Juan de Damasco. Fue utilizado en la Divina Liturgia de San Basilio el Grande durante la Liturgia de los Fieles. El himno es el siguiente:

Toda la Creación se regocija en ti, oh llena de gracia
 los ángeles en el cielo y la raza de los hombres,
 Oh templo santificado y paraíso espiritual,
 la gloria de las vírgenes, de las cuales Dios se encarnó
 y se hizo niño, nuestro Dios antes de los siglos.
 Hizo de tu cuerpo un trono,
 y tu vientre más espacioso que los cielos.
 Toda la creación se regocija en ti, oh llena de gracia
Gloria a ti.

La Virgen es la figura central del icono. Sostiene a Cristo sentado en un trono y está rodeada por varios Serafines. Está rodeada de círculos concéntricos jerarquizados. Los ángeles más altos son los más cercanos a la Virgen. A medida que los círculos se alejan de la Virgen, les siguen los Querubines y otros ángeles. Aún más lejos del centro están los relatos del Nuevo y del Antiguo Testamento. En la parte inferior hay un enorme grupo de santos en Jerusalén. Todo el universo alaba a María por su papel en la obra de Jesús.
El estilo pictórico de Klontzas evolucionó hacia el uso complejo de figuras, lo que situó al artista en una liga propia. La maniera greca era habitual en Creta, pero los cuadros de Klontzas se saturan de figuras. Desarrolló su propio estilo. La Crucifixión de Jesús de Andreas Pavias exhibe una técnica similar. En la Crucifixión hay una gran cantidad de espectadores, lo que tradicionalmente no es habitual. El cuadro de Theodoros Poulakis, In Thee Rejoiceth, es tan parecido a la obra de Klontzas que puede confundirse con un Klontzas.
La obra de Klontzas El Juicio Final, ver más abajo, exhibe una gran variedad de figuras. Similar a En ti se regocija. Theodoros Poulakis en su segundo En ti se regocija no agrupa las figuras tanto como Klontzas y puede haber precedido al trabajo similar. Las figuras parecidas a lobos demoníacos de Klontzas representadas en El juicio final inspiraron a muchas de las criaturas oscuras de Theodoros Poulakis. Esto se ilustra en el arcángel Miguel y la muerte de Moisés.

## Legado
Es difícil rastrear su obra en función de un marco temporal concreto. Varios iconos llevan su firma falsificada. Se pueden encontrar restos de su obra en todo el mundo, algunos en la Biblioteca Bodleiana de Oxford, Moscú, el Museo Histórico Estatal y la Biblioteca Vaticana. Sus iconos portátiles, trípticos y manuscritos iluminados son comunes y populares. Sus obras más populares son: En ti se regocija, El Juicio Final, Séptimo Concilio Ecuménico, Cristo entronizado y Escenas del Dodekaorton (Doce grandes fiestas), Sermón en una iglesia y Batalla de Lepanto. También se conserva un detallado mapa manuscrito de la ciudad de Candia con la firma de su hijo Maneas.

## Galería

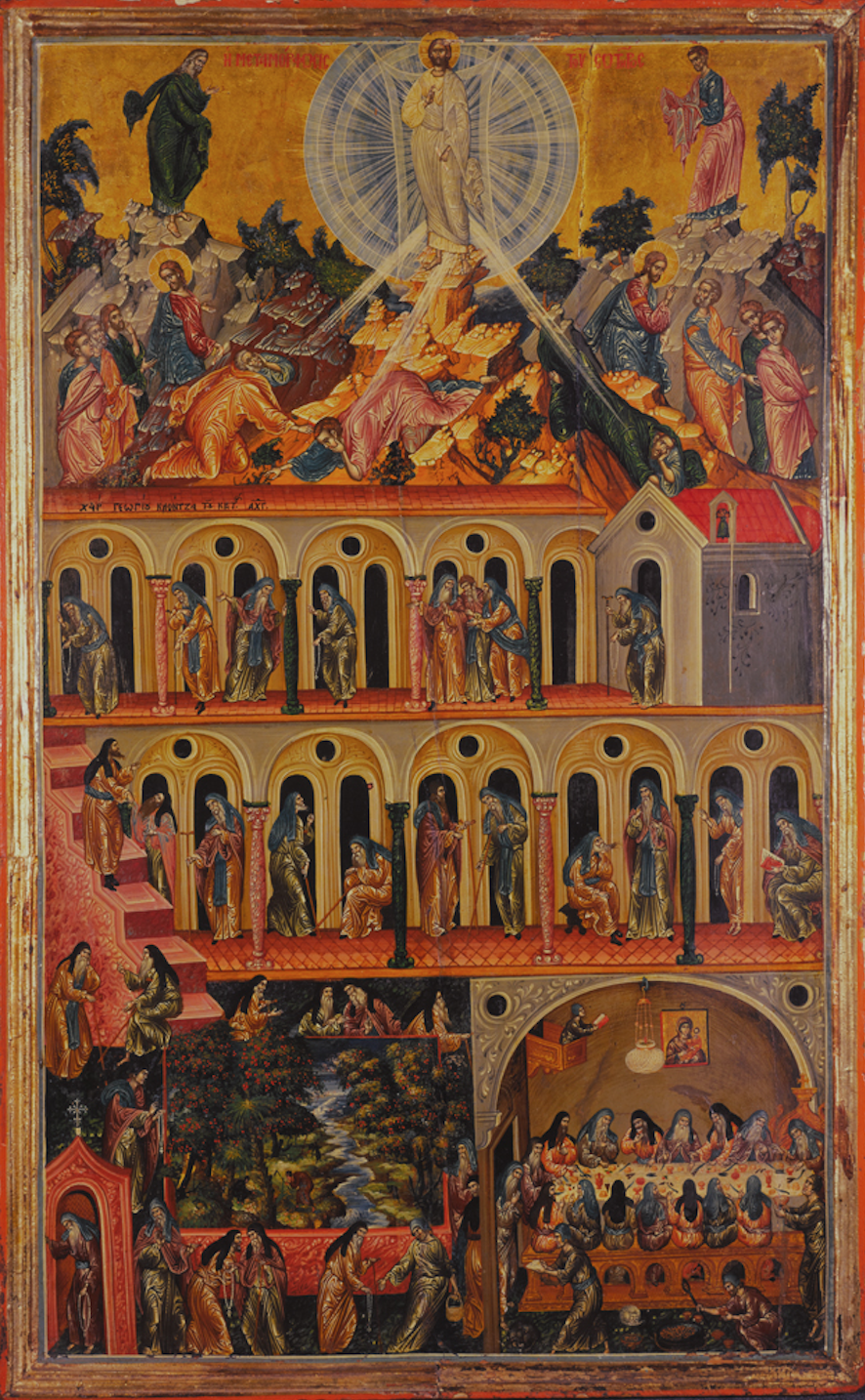
Transfiguración y escenas monásticas 1603
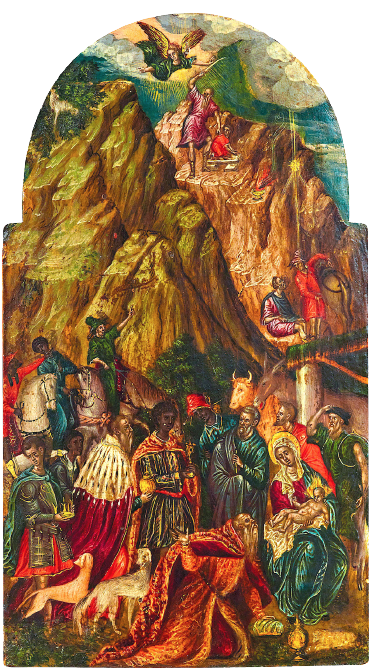
El Sacrificio de Abraham y la Adoración de los Reyes Magos
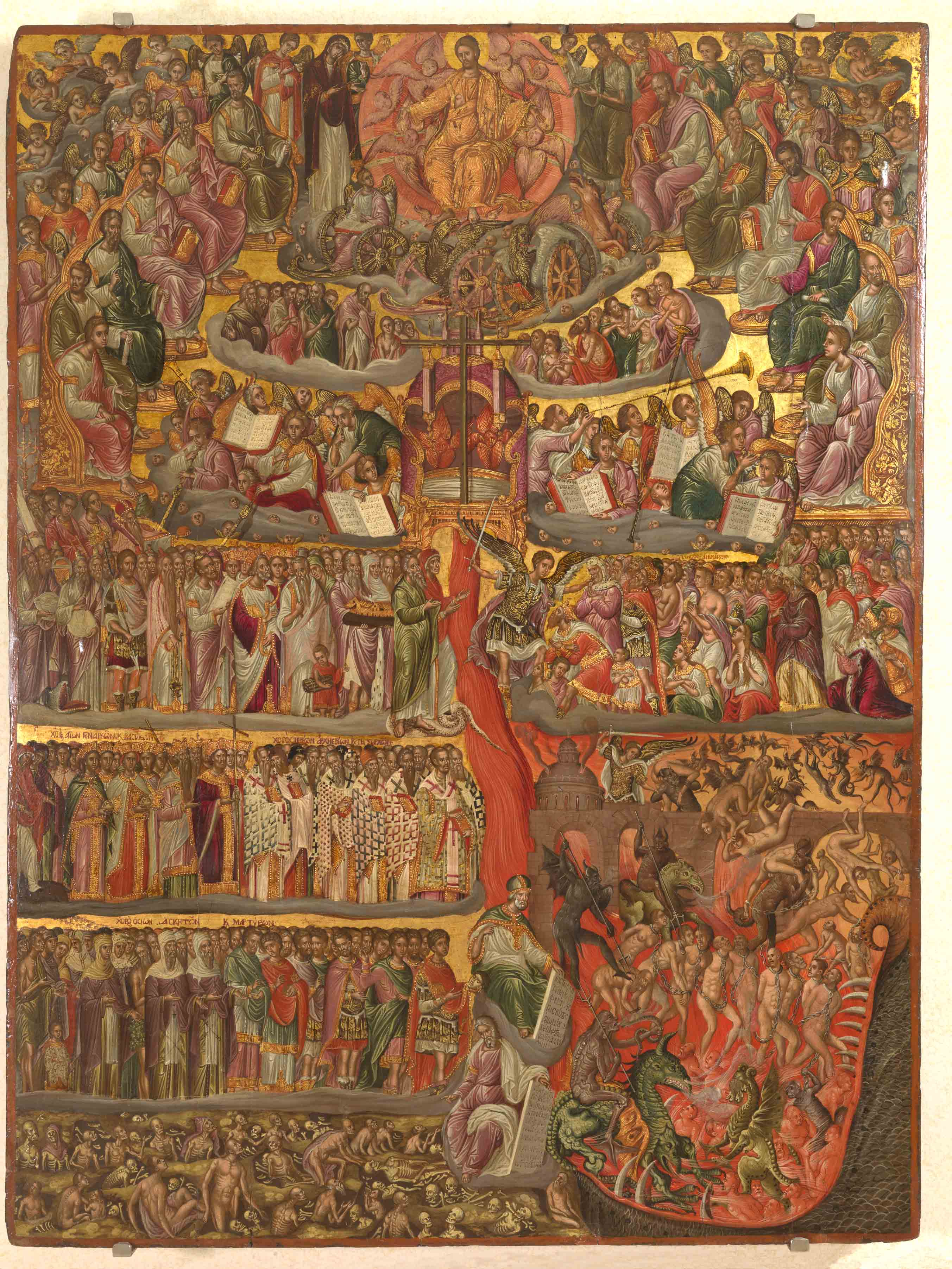
El Juicio Final
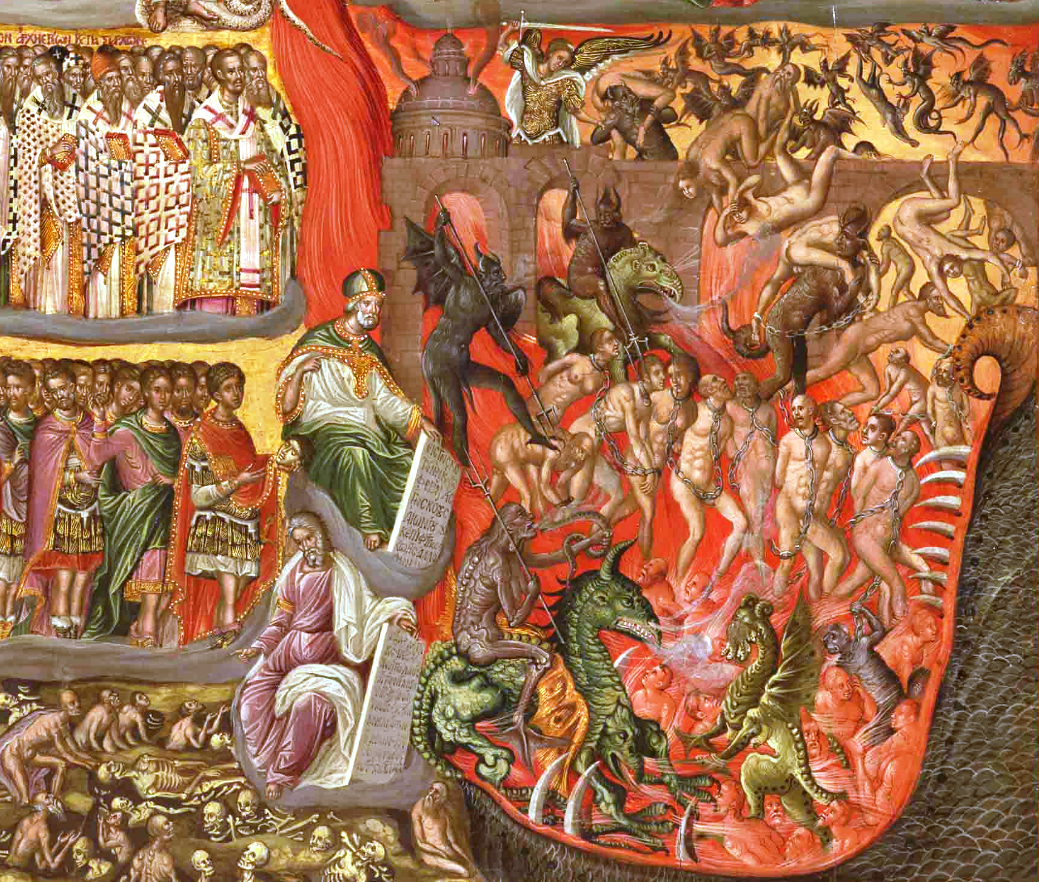
El detalle del Juicio Final
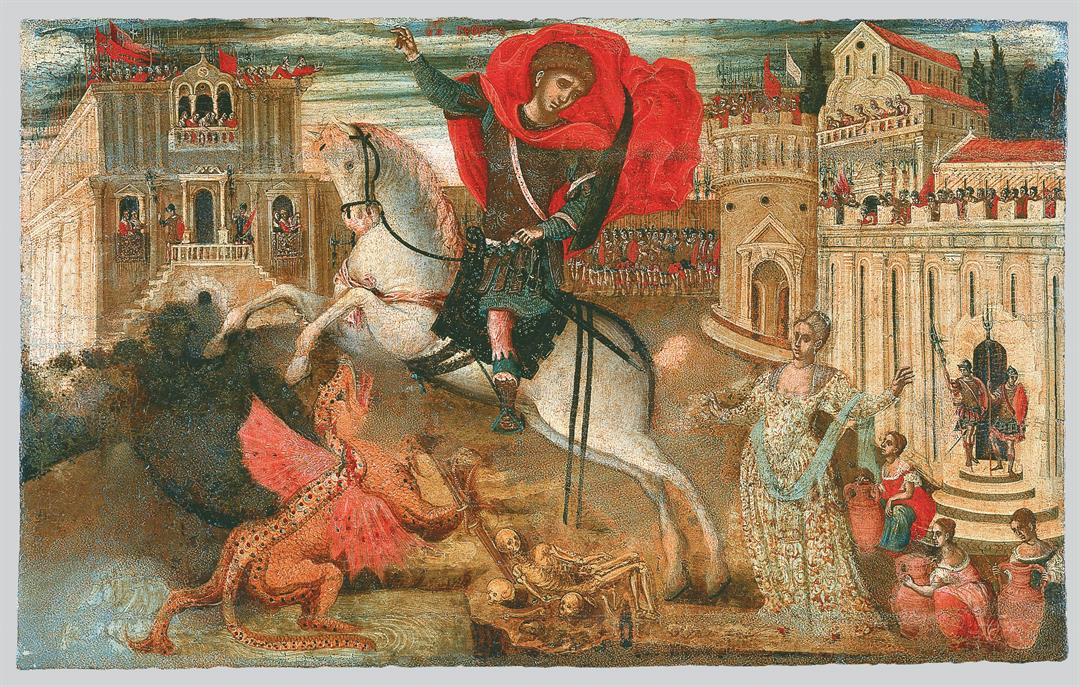
San Jorge el cazador de dragones

### Trípticos

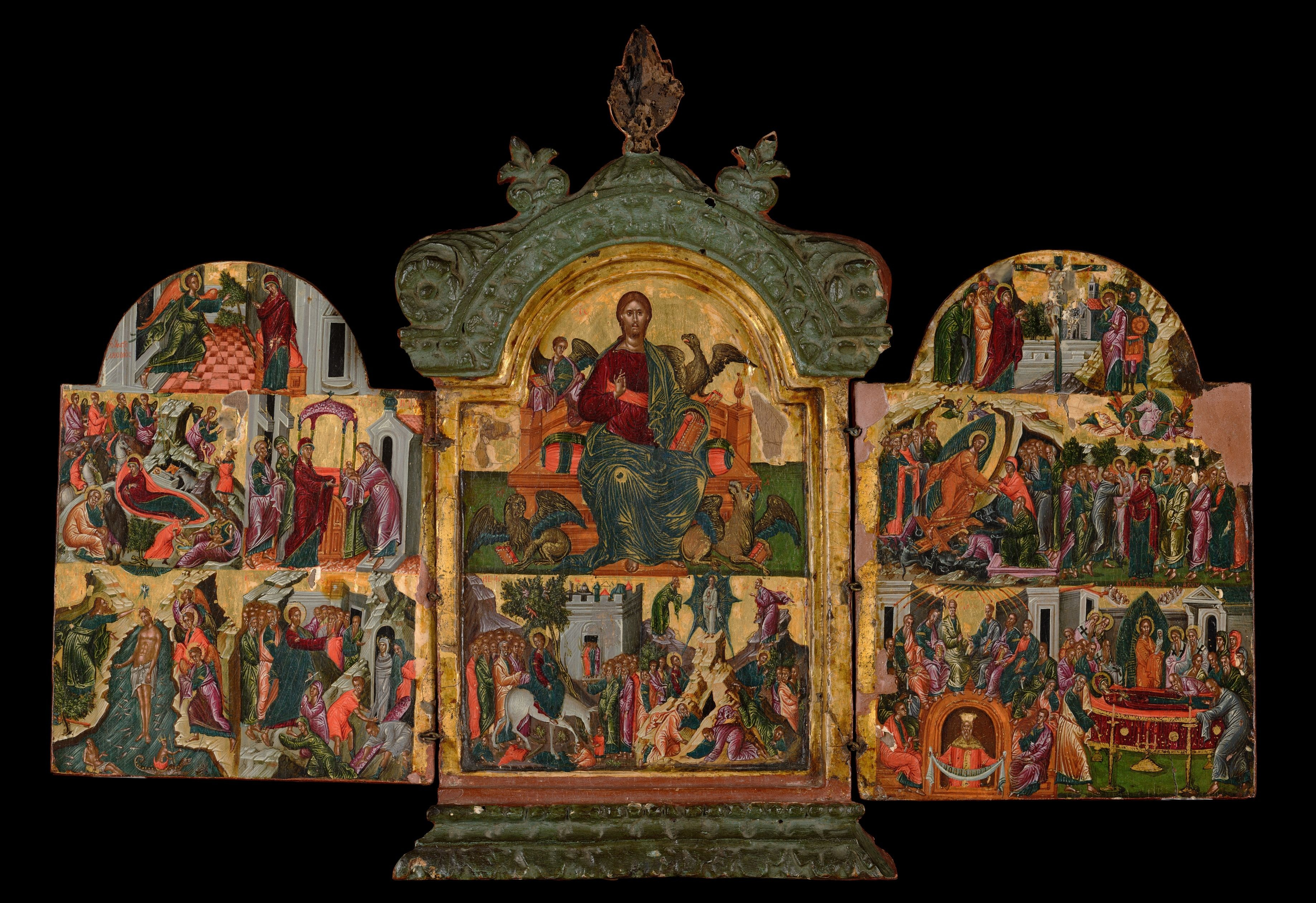
Monasterio de San Giovanni
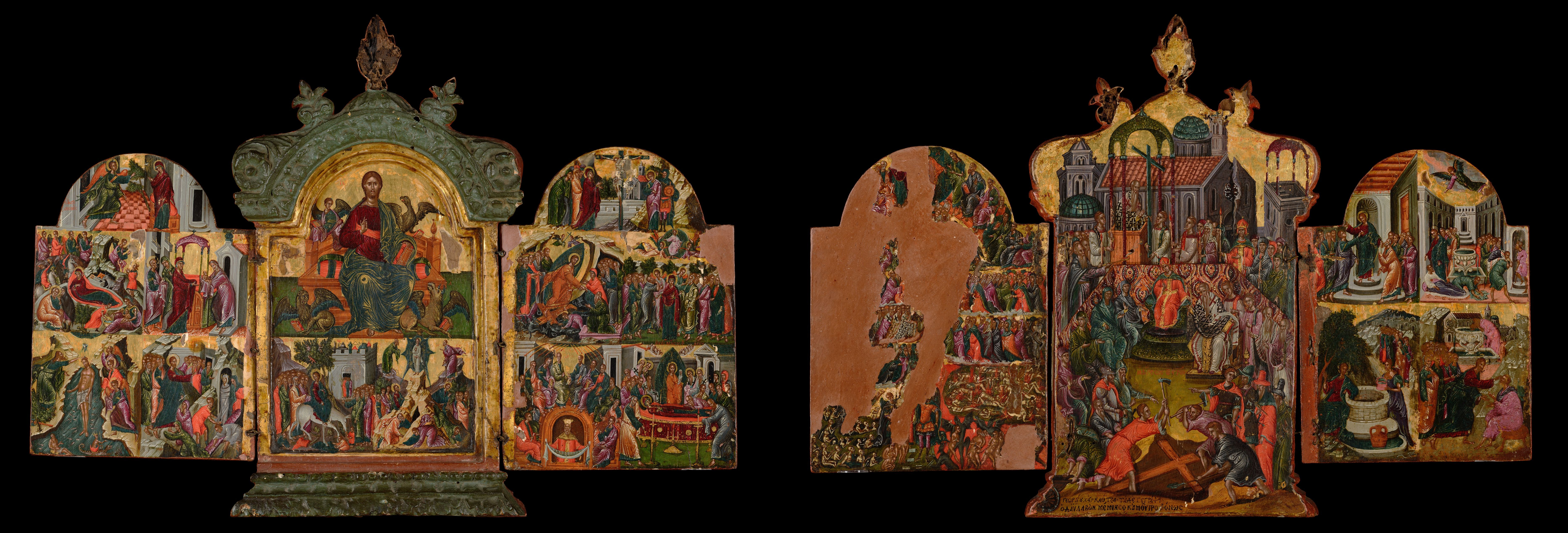
Dos trípticos entre 1580 y 1600
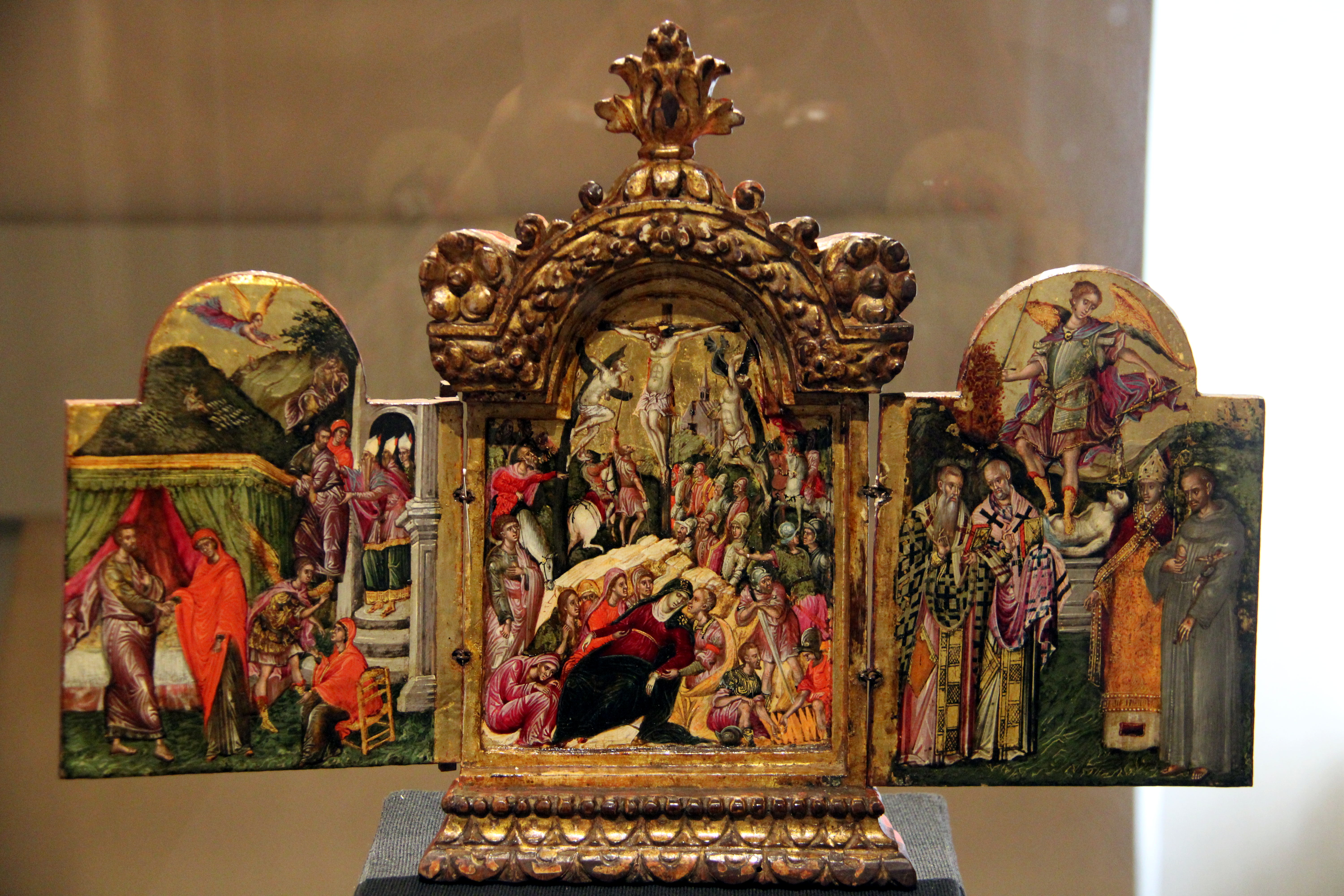
Tríptico
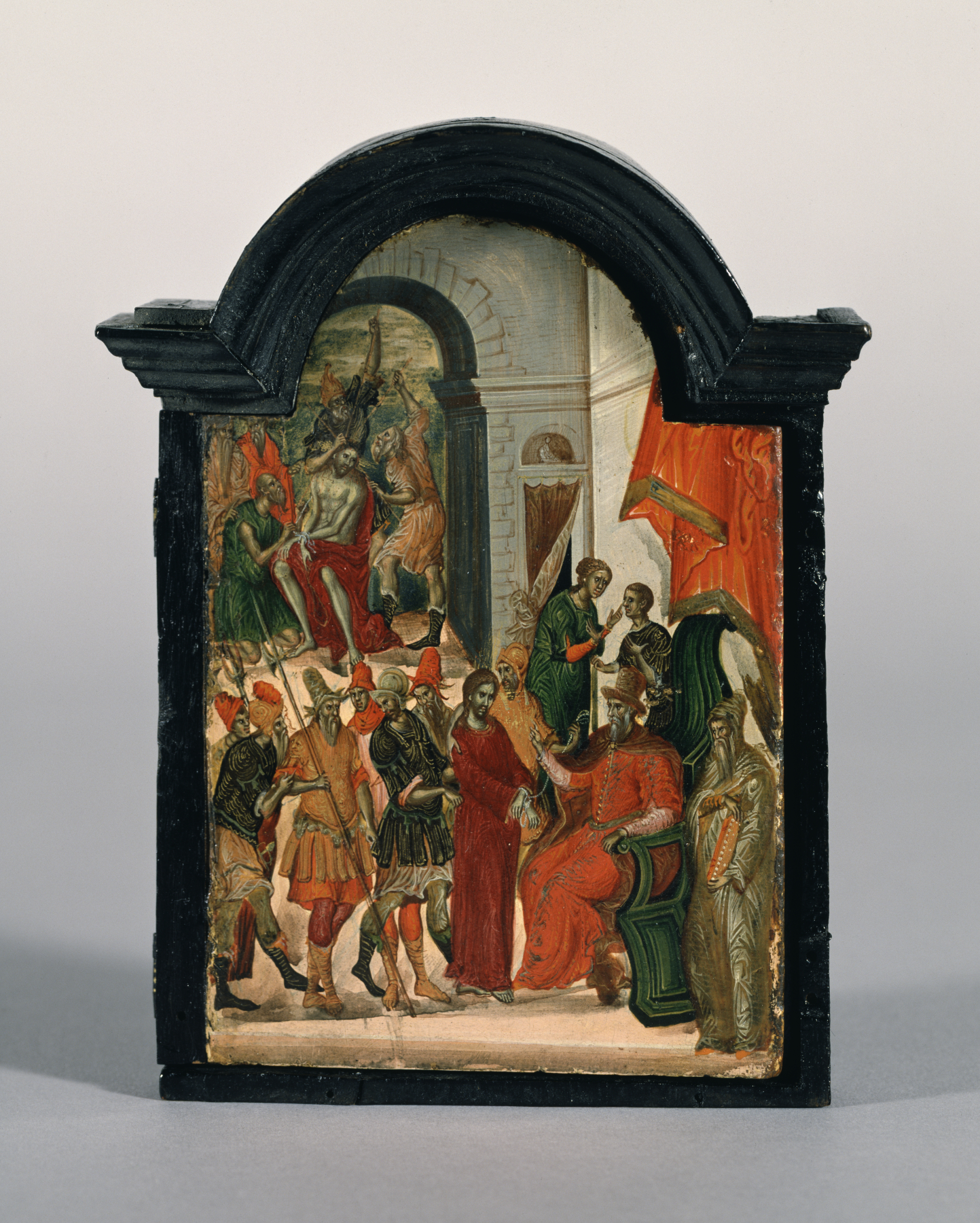
Tríptico Escenas de la Pasión de Cristo
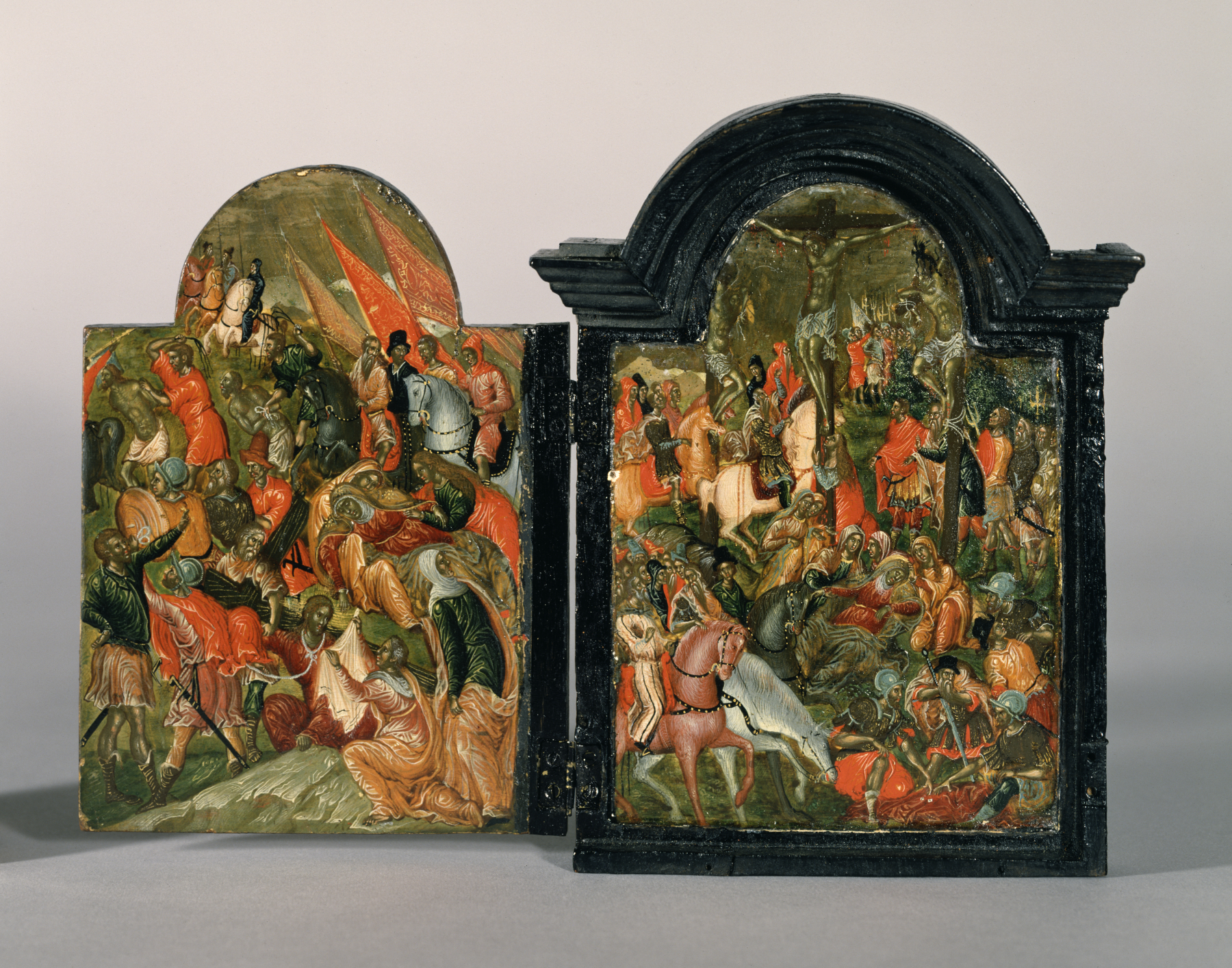
Tríptico Escenas de la Pasión de Cristo
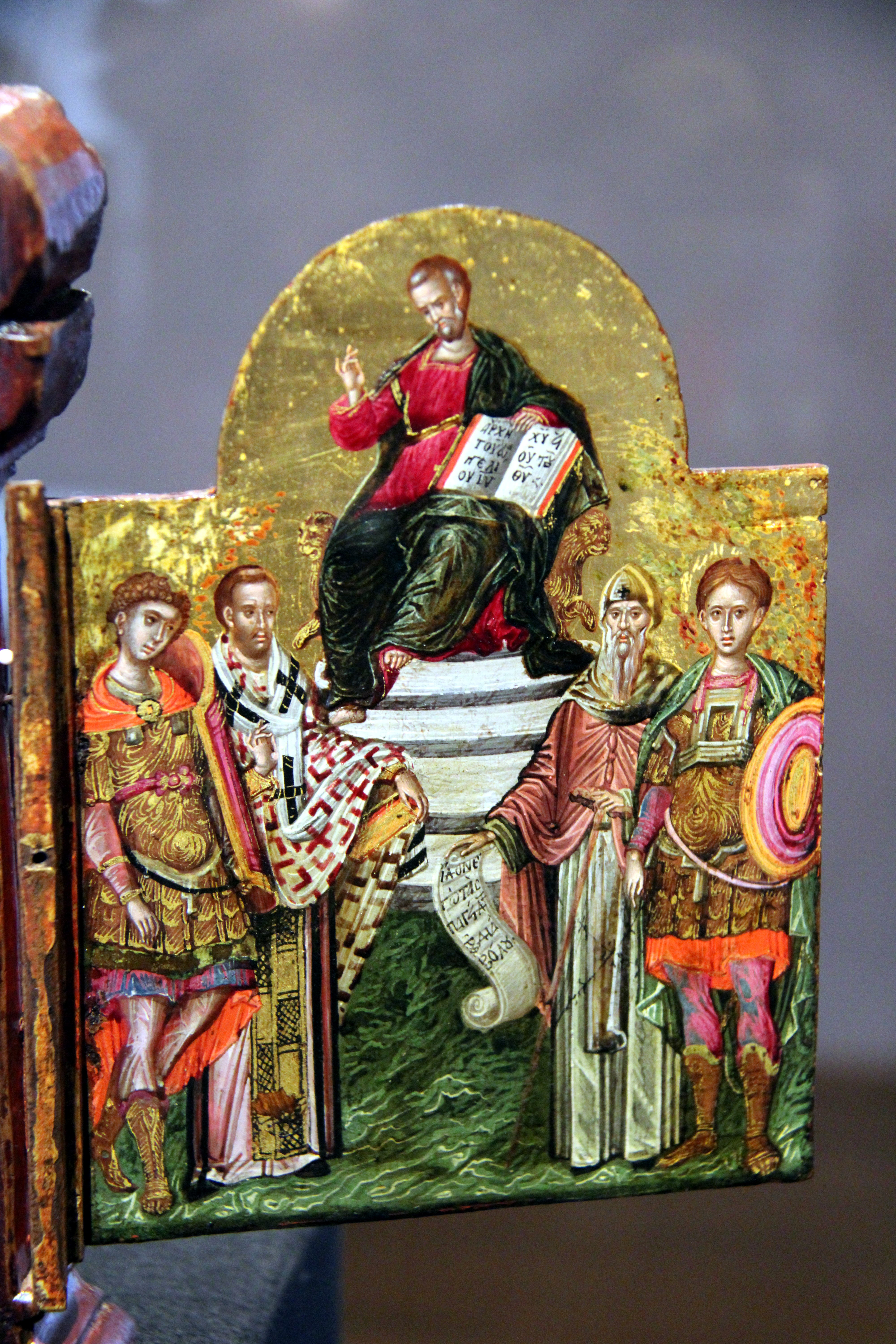
Tríptico Miniatura
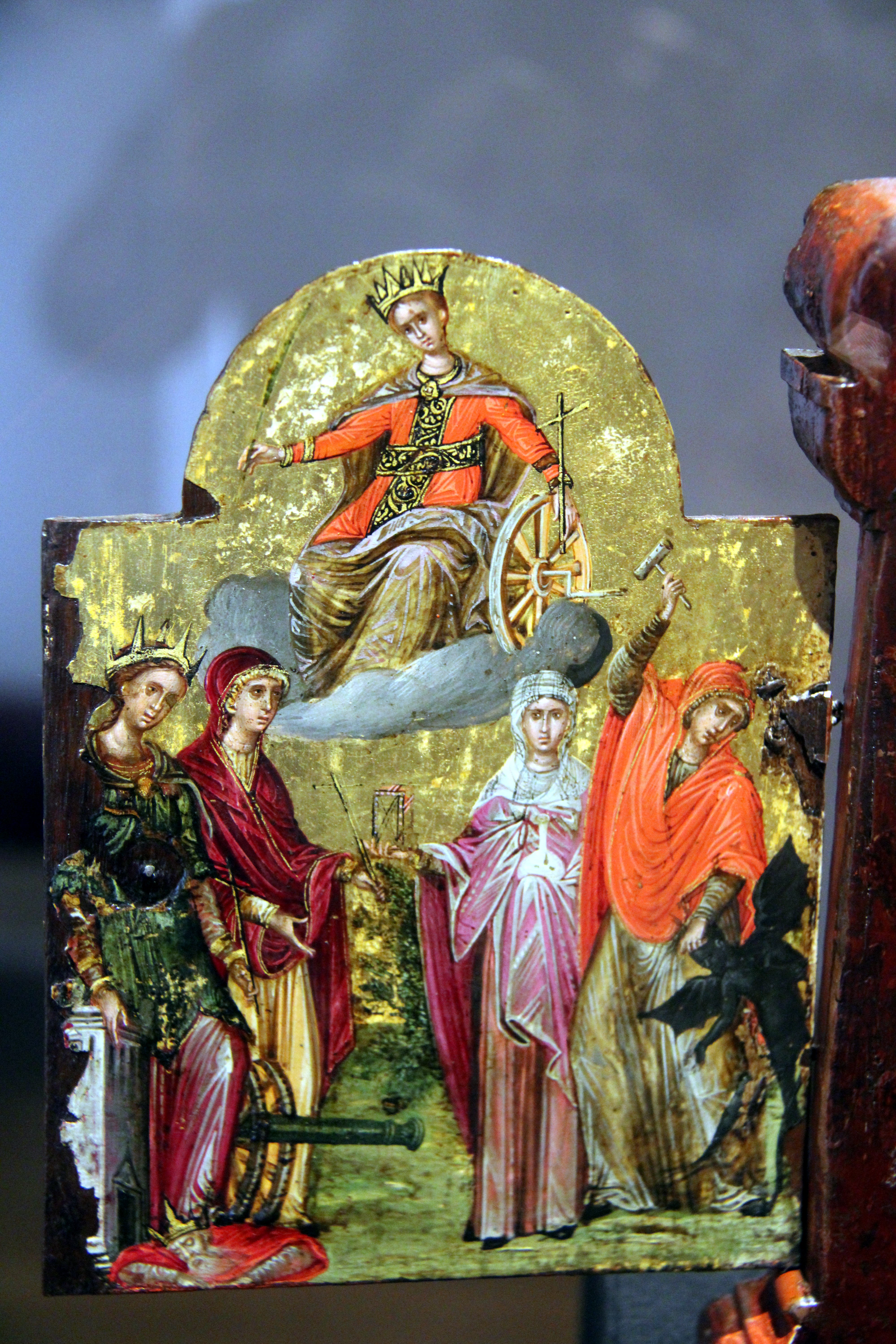
Tríptico Miniatura
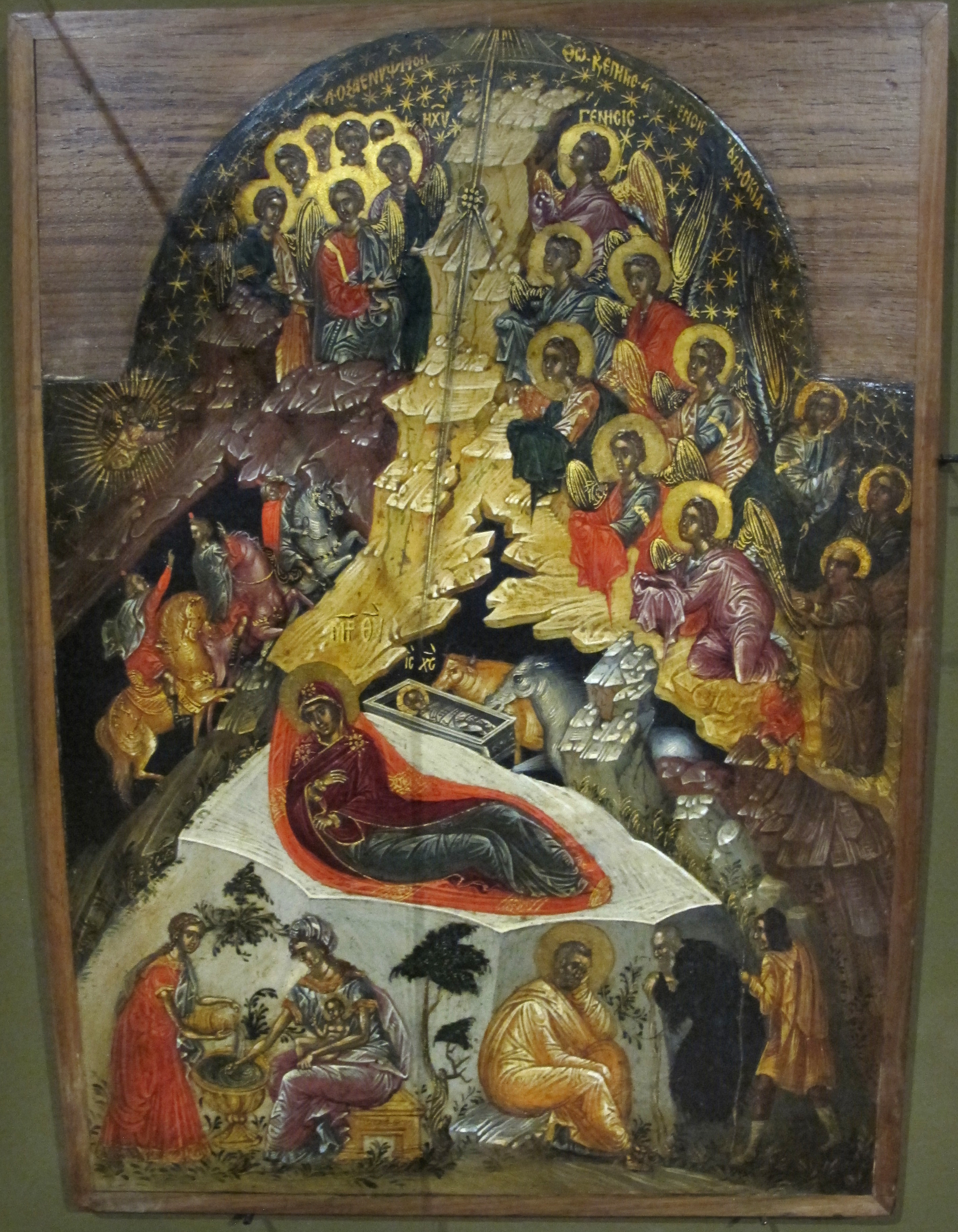
Tríptico Miniatura
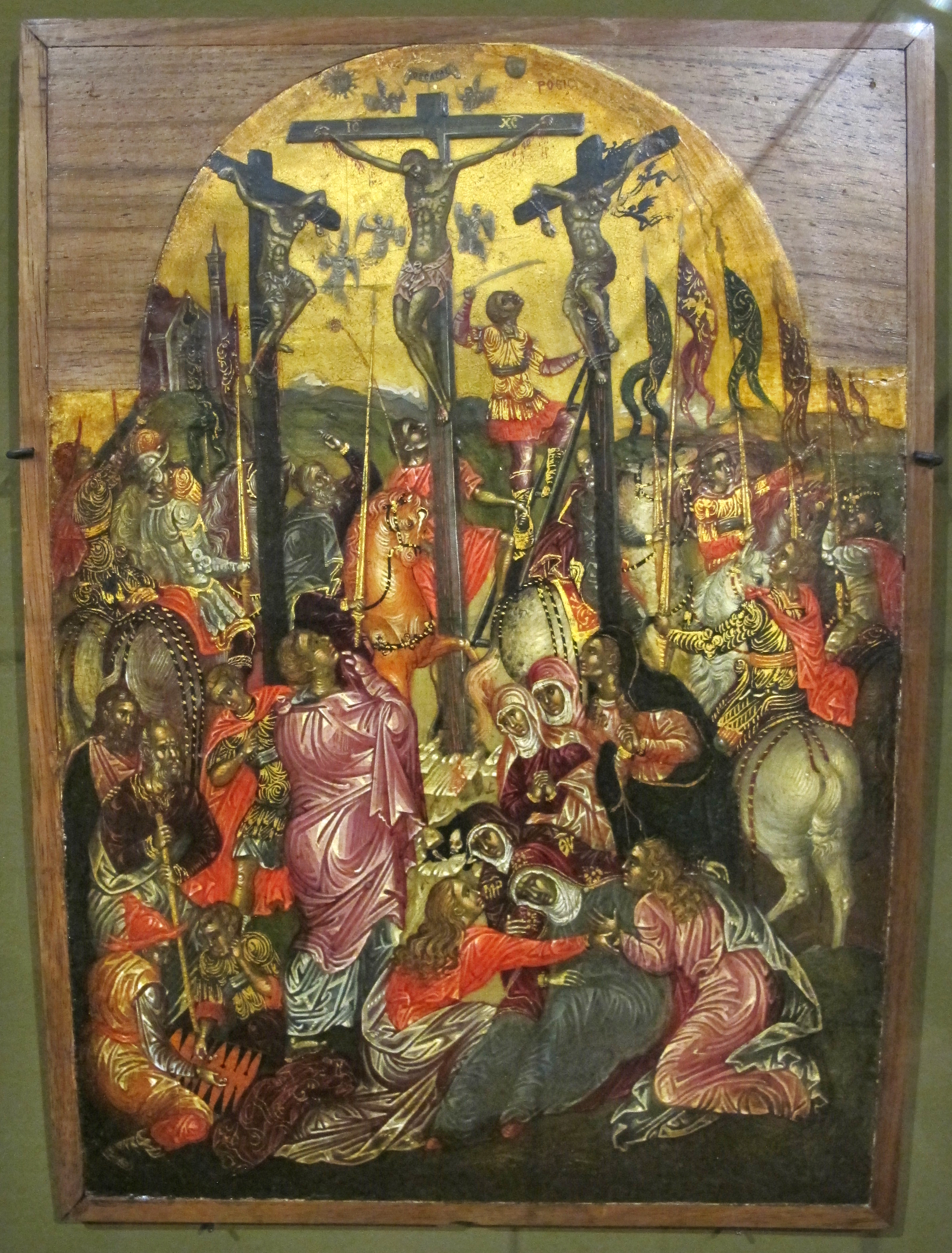
Tríptico Miniatura

## Obras notables
- En ti se regocija (Klontzas)
- El Juicio Final (Klontzas)